# Vuoto (personaggio)
Il Vuoto è un personaggio dei fumetti Marvel, è un rapinatore di banche.

## Biografia

### Sulla Costa Ovest
Il Vuoto fa la sua prima apparizione a Los Angeles, dove rapina una banca sotto gli occhi del supereroe Wonder Man. Anche la sua seconda sortita è fermata dai Vendicatori della Costa Ovest. Fuggito per un pelo all'arresto e desideroso di ottenere maggiori poteri, Clyde si allea al supercriminale Graviton, il sodalizio, tuttavia, ha breve durata e alla prima sconfitta Graviton scaglia il suo sfortunato sgherro nell'oceano.

### Nella Grande Mela
Il Vuoto riappare a New York dove rapina una banca per pagare la rimozione del generatore di campi di forza, adesso saldato al suo corpo. Nonostante l'intromissione dell'Uomo Ragno il colpo va a segno. Il criminale non ha uguale fortuna nel tentativo di derubare un furgone portavalori, è sempre Spidey a combatterlo, riuscendo ad intrappolarlo nella sua tela e a consegnarlo alle autorità.

## Poteri e abilità
Il Vuoto indossa una cintura che genera un campo di forza che gli permette di non essere afferrato e colpito, inoltre cela il suo volto rendendolo irriconoscibile.